# 劇団ベイビーベイビーベイベー
劇団ベイビーベイビーベイベーは、日本の劇団。
2014年、東京フィルムセンター映画・俳優専門学校（東京放送芸術&映画・俳優専門学校）の同級生であった飯島翔太、野田紅貴、神山翔太郎、長田陽の４人で旗揚げ。活動拠点は東京都。

## 概要
代表で、全公演の作・演出を行うのは飯島翔太。（作・演出の時の表記は、イイジマショウタ）
2014年1月に、旗揚げ公演「笑ったオトコ」を発表。
2015年に、関メリッサが劇団員として、加入する。2018年、田村総が準劇団員となる。

## 作品の特徴
「映画を舞台で」をコンセプトとしており、シーン数が多く、スピーディーな脚本が特徴。
現代のアメリカを舞台背景にしているものが多い。
エンターテイメント志向の強い舞台が多いが、杉山崇が犯罪心理学監修をするなど、本格的なサスペンス作品の上演も行なっている。

## 劇団員
劇団員
- 飯島翔太（代表、脚本、演出、役者）
- 野田紅貴（制作、役者）
- 神山翔太郎（役者）
- 長田陽（役者）
- 関メリッサ（役者、衣装）

準劇団員
- 田村総（役者）

## 公演履歴
- FIRST BABY 『笑ったオトコ』（2014年）
- SECOND BABY『LIMIT-second hand of play-』（2014年）
- ANOTHER BABY『兄弟のうた-ノット・ア・ファミリー・バット』（2015年）
- 超その場しのぎエンターテイメント『エージェント・ストレンジ』（2015年）
- 超その場しのぎサスペンス 『LIMIT2-The Monster’s Game-』（2016年）
- 超その場しのぎガンシューティング 『KILL&DAD』（2017年）
- 全力ハロウィンホラーショー『THE SPOOKY LAND』[1]（2017年）
- STAGE JOURNEY『LIMIT』[2][3]（2018年9月12-17日、シアター風姿花伝）[4]
- STAGE JOURNEY『不幸探偵 a Day One』[5]（2019年）

## 受賞履歴
- STAGE JOURNEY『LIMIT』（第30回池袋演劇祭[6]CM大会 優秀賞受賞）